# Rally de Marruecos
El Rally de Marruecos (oficialmente y en francés: Rallye du Maroc) fue un rally de características similares al Rally Safari. Se celebró por primera vez en 1934 y continuó organizándose de forma intermitente hasta 1988. Organizado por la Real Automóvil Club de Marruecos, se le considera uno de los más difíciles y duros de la historia. En la edición de 1969 de 68 vehículos que tomaron la salida, solo 7 consiguieron finalizar la prueba.
El rally entró en el calendario del mundial en 1973 siendo la primera prueba puntuable para dicho certamen sobre el continente africano. Se mantuvo hasta 1976, principalmente por la presión de los constructores franceses que estaban muy interesados en el mercado magrebí. La prueba, al igual que el Safari, era muy dura y registraba un alto número de abandonos. Se organizó hasta 1977, y debido a las dificultades económicas no se volvió a correr hasta 1980 aunque en esta ocasión con formato raid.

## Palmarés
| Año                     | Edición               | Piloto              | Copiloto           | Automóvil                  | Campeonato |
| ----------------------- | --------------------- | ------------------- | ------------------ | -------------------------- | ---------- |
| 1934                    | 1.er Rallye du Maroc  | Bravard             |                    | Essex                      |            |
| 1935                    | 2ème Rallye du Maroc  | Jean Trévoux        | Marcel Lesurque    | Bugatti 3L                 |            |
| 1937                    | 3ème Rallye du Maroc' | Jean Trévoux        | Marcel Lesurque    | Hotchkiss                  |            |
| 1938-1949 No se celebró |                       |                     |                    |                            |            |
| 1950                    | 4ème Rallye du Maroc  | Costa               | Preynat            | Simca 8 Sport              |            |
| 1951                    | 5ème Rallye du Maroc  | Jean Lucas          | Jacques Péron      | Ferrari 212                |            |
| 1952                    | 6ème Rallye du Maroc  | Robert Amic         | Mareschi           | Simca Aronde               |            |
| 1953                    | 7ème Rallye du Maroc  | Paul van de Kaart   | Jacques Péron      | Porsche 356 1300           |            |
| 1954                    | 8ème Rallye du Maroc  | Robert La Caze      | Grammatico         | Simca Aronde               |            |
| 1955                    | 9ème Rallye du Maroc  | Jean Deschazeaux    | Marteau            | Peugeot 203                |            |
| 1956-1966 No se celebró |                       |                     |                    |                            |            |
| 1967                    | 10ème Rallye du Maroc | Robert La Caze      | Raymond Ponnelle   | Simca Aronde               |            |
| 1968                    | 11ème Rallye du Maroc | Jean-Pierre Nicolas | Jean de Alexandris | Renault 8 Gordini          |            |
| 1969                    | 12ème Rallye du Maroc | Robert Neyret       | Jacques Terramorsi | Citroën DS 21              |            |
| 1970                    | 13ème Rallye du Maroc | Robert Neyret       | Jacques Terramorsi | Citroën DS 21              |            |
| 1971                    | 14ème Rallye du Maroc | Jean Deschazeaux    | Jean Plassard      | Citroën SM                 |            |
| 1972                    | 15ème Rallye du Maroc | Simo Lampinen       | Sölve Andreasson   | Lancia Fulvia HF 1.6 Coupé |            |
| 1973                    | 16ème Rallye du Maroc | Bernard Darniche    | Alain Mahé         | Alpine A110 1800           | WRC        |
| 1974 No se celebró      |                       |                     |                    |                            |            |
| 1975                    | 18ème Rallye du Maroc | Hannu Mikkola       | Jean Todt          | Peugeot 504                | WRC        |
| 1976                    | 19ème Rallye du Maroc | Jean-Pierre Nicolas | Michel Gamet       | Peugeot 504                | WRC        |
| 1977-1984 No se celebró |                       |                     |                    |                            |            |
| 1985                    | 20ème Rallye du Maroc | Shekhar Mehta       | Yvonne Mehta       | Nissan 240RS               |            |
| 1986                    | 21.er Rallye du Maroc | Alain Ambrosino     | Daniel Le Saux     | Nissan 240RS               |            |
| 1987                    | 22ème Rallye du Maroc | Maurice Chomat      | Gilles Thimonier   | Citroën Visa 1000 Pistes   |            |
| 1988                    | 23ème Rallye du Maroc | Paul Émile Descamps | Michel Gautheron   | Opel Manta 400             |            |

## Estadísticas

### Constructores con más títulos
| N.º | Constructor | Victorias | Años                   |
| --- | ----------- | --------- | ---------------------- |
| 1   | Simca       | 4         | 1950, 1952, 1954, 1966 |
| 1   | Citroën     | 4         | 1969, 1970, 1971, 1987 |
| 3   | Peugeot     | 3         | 1955, 1975, 1976       |
| 4   | Nissan      | 2         | 1985, 1986             |
| 5   | Essex       | 1         | 1934                   |
| 5   | Bugatti     | 1         | 1935                   |
| 5   | Hotchkiss   | 1         | 1937                   |
| 5   | Ferrari     | 1         | 1951                   |
| 5   | Porsche     | 1         | 1953                   |
| 5   | Renault     | 1         | 1968                   |
| 5   | Lancia      | 1         | 1972                   |
| 5   | Alpine      | 1         | 1973                   |
| 5   | Opel        | 1         | 1988                   |